# Dożd´
Dożd´ (ros. Дождь, niekiedy w stylizowanej pisowni ДО///ДЬ, tłum. „Deszcz”, także TV Rain) – niezależna rosyjska stacja telewizyjna.
Założycielką i szefową stacji jest Natalja Sindiejewa, redaktorem naczelnym jest Tichon Dziadko. Stacja nadaje poprzez niektórych operatorów kablowych oraz satelity Express-AT 1 i Astra 5B. Dostępna również w modelu subskrypcyjnym w internecie, na urządzeniach mobilnych i Smart TV. Będąc stacją płatną, zgodnie z ustawodawstwem Federacji Rosyjskiej nie emituje reklam. Stacja używa hasła reklamowego Optimistic Channel.
W związku z nadawaniem informacji na temat inwazji Rosji na Ukrainę, 1 marca 2022 rosyjskie władze zablokowały nadawanie Dożd´ w Rosji. W związku z tym, 3 marca stacja tymczasowo zawiesiła działalność. W czerwcu tego samego roku stacja otrzymała koncesję na nadawanie w Łotwie, planując wznowić działalność w Rydze.

## Historia
W styczniu 2014 roku w telewizji „Dożd´” odbył się sondaż nt. Blokady Leningradu, w którym zapytano, czy poddanie Leningradu wojskom niemieckim byłoby lepszym rozwiązaniem ratującym tysiące ludzkich istnień? Sondaż spotkał się z oburzeniem patriotycznie nastawionych Rosjan, chociaż podobnie sformułowane pytanie pojawiało się wcześniej w innych mediach, m.in. w państwowej telewizji Rossija K. W wyniku nagonki na „Dożd´” większość operatorów kablowych i satelitarnych zrezygnowała ze współpracy z telewizją.
20 sierpnia 2021 roku Ministerstwo Sprawiedliwości Federacji Rosyjskiej wpisało Dożd´ na listę agentów zagranicznych.
1 marca 2022 stacja została zablokowana w Rosji przez Roskomnadzor z powodu niepoprawnych politycznie reportaży nt. inwazji Rosji na Ukrainę.
W czerwcu, po paru miesiącach rozmów, stacja otrzymała koncesję na nadawanie na terenie Łotwy. Telewizja Dożd´ wznowiła działalność w Rydze.
1 grudnia 2022 dziennikarz Aleksiej Korostelow zachęcał na wizji rosyjskich widzów do nadsyłania osobistych relacji dot. przebiegu mobilizacji i sytuacji panującej na froncie na Ukrainie, sugerując, że może to służyć polepszeniu warunków rosyjskich żołnierzy na froncie. Po tej kontrowersyjnej wypowiedzi został zwolniony z pracy.
Wcześniej stacja pokazała mapę z Krymem jako częścią Federacji Rosyjskiej, za co otrzymała 10 tysięcy euro kary.
6 grudnia władze łotewskie odebrały telewizji licencję na nadawanie na terenie kraju.